# 利菲河
利菲河（英語：River Liffey）位於愛爾蘭，流經都柏林市中心的一條河流。其主要支流有多德尔河、帕朵河和坎麥河。利菲河供給大部分都柏林用水，和休閒、娛樂的空間。

## 外部連結
- Upper Liffey River Guide （页面存档备份，存于）